# Tjele Langsø
Tjele Langsø er en 9 km lang sø midt mellem Viborg og Hobro.
Tjele Langsø modtager hovedsageligt vand fra to tilløb: Tjele Å og Engdal Bæk. Afløbet, Vorning Å, der ligger på sydsiden et par kilometer nordøst for Vinge, løber til Skals Å og videre ud i Hjarbæk Fjord. 
1 km syd for søens sydvestende findes herregården Tjele. Ved søens sydvestlige ende cirka 1½ km fra Vammen findes Vammen Camping og et offentligt tilgængeligt rekreativt område. Midt på søens nordvestside findes landsbyen Bigum med Bigum Kirke og et søbad. Overfor på søens sydøstside findes landsbyen Vinge med Nørre Vinge Kirke.
Oplandet består hovedsageligt af intensivt dyrkede landbrugsarealer samt i mindre omfang af skove og søer. De tættest beliggende arealer består af skov, eng og græsningsarealer for kreaturer. Størsteparten af Tjele Langsø omkranses af ellekrat.
Søen og området omkring er både habitatområde og fuglebeskyttelsesområde (H33, F16) og søen er  den centrale del af Natura 2000- område 33: Tjele Langsø og Vinge Møllebæk.